# St. Martin (frimurerloge)
St. Martin var den første frimurerloge i Danmark.
Det kan dokumenteres, at St. Martin blev stiftet i København den 11. november 1743 af en gruppe fortrinsvis udenlandske diplomater med den russiske diplomat, baron Johann Albrecht von Korff, i spidsen. St. Martin eksisterede til 1767, hvor den blev forenet med den danske loge, Zorobabel. St. Martin er opkaldt efter Sankt Morten til minde om stiftelsestidspunktet (Mortensdag).
Af medlemmer talte flere adelige og endog kongelige, idet f.eks. Frederik 5. sandsynligvis blev optaget i denne loge.
Logens mester var fra 1743, pga. Johann Albrecht von Korffs ophold i Stockholm, lensgreve Christian Conrad Danneskiold-Laurvig, og han blev desuden valgt til stormester af Den Dansk-Norske Provinsial-Storloge, som blev oprettet i 1749. Samme år blev St. Martin konstitueret af storlogen i London.
I kraft af sin funktion som stormester oprettede Christian Conrad Danneskiold-Laurvig flere andre loger, bl.a. i forbindelse med den danske konges besøg i Norge, hvor Danneskiold-Laurvig var blandt kongens følge. Her oprettede han den første norske loge i Christiania/Oslo, St. Olaus. Derudover oprettede han en loge i Trankebar, en loge i Kolding ved navn Josua og logen Phønix i København.
I 1765 blev en mater-loge ved navn St. Martin zum Nordstern oprettet i forbindelse med indførelsen af det frimureriske system strikte observans. Den 9. januar 1767 blev St. Martin og logen Phønix slået sammen med logen Zorobabel og kom derefter til at hedde Zorobabel zum Nordstern.